# 丹山縣
丹山縣，漢資中地，貞觀四年置。六年，併入內江縣。七年，又置。在今四川省資陽縣境。後屬前蜀、後唐、後蜀。宋乾德五年廢。